# Firby (Hambleton)
Firby est un village et une paroisse civile du Yorkshire du Nord, en Angleterre.